# Ларионов, Леонид Фёдорович
Леонид Фёдорович Ларио́нов (1902—1973) — советский онколог и фармаколог.

## Биография
Родился 2 августа 1902 года в Тобольске (ныне Тюменская область).
В 1920 году поступил на учёбу в медицинский факультет ТГУ, который он успешно окончил в 1925 году, и остался работать там же вплоть до 1926 года.
В 1927 году был приглашён в Ленинград, где до 1951 года работал в Центральном рентгенологическом, радиологическом и раковом институте, при этом с 1937 года занимал должность заведующего отделом, одновременно с этим в 1945—1951 годах являлся заведующим лабораторией экспериментальной терапии рака в институте онкологии АМН СССР.
В 1951 году переезжает в Москву, где в 1951—1973 годах работал в институте экспериментальной и клинической онкологии АМН СССР.
В 1940 году являлся также заведующим кафедрой патологической физиологии Минского медицинского института. Подготовил более 50 кандидатов и докторов наук. Доктор медицинских наук (1938). Член-корреспондент АМН СССР (1952). Действительный член АМН СССР (1969). Академик АМН СССР (1969—1973).
В годы ВОВ оказывал врачебную помощь населению и партизанам оккупированных районов БССР.
Умер 10 января 1973 года. Похоронен в Москве на Введенском кладбище (участок № 29)

## Научные работы
Основные научные работы посвящены экспериментальной онкологии. Леонид Фёдорович — автор свыше 200 научных работ и 5 монографий.
- Выполнил работы по химиотерапии рака, тем самым став основоположником отечественной химиотерапии злокачественных опухолей.
- Проводил исследования в области экспериментального карциногенеза.
- Создал ряд противоопухолевых препаратов, которые вошли в медицинскую практику — сарколизин, допан и асалин.

## Членство в обществах
- 1960—1973 — член-корреспондент Американской ассоциации по изучению рака.
- Председатель комитета по химиотерапии рака Международного противоракового союза.
- член ряда научных обществ.

## Награды и премии
- Сталинская премия третьей степени (1951) — за разработку нового метода лечения лимфогранулематоза и белокровия препаратом «Эмбихин» и внедрение его в практику здравоохранения